# Georg Mayer-Marton
Georg Mayer-Marton (* 3. Juni 1897 in Győr; † 8. August 1960 in Liverpool) war ein österreichischer Maler der Zwischenkriegszeit, der 1938 nach Großbritannien emigrierte.

## Leben
Mayer-Marton studierte zunächst an der Wiener Akademie bei Josef Jungwirth und danach in München. Von 1925 bis zur Auflösung 1938 war er Mitglied, später auch Sekretär und Vizepräsident des Hagenbundes in Wien.
1938 emigrierte er nach London. Die eigene künstlerische Tätigkeit musste er im Exil bis Anfang der fünfziger Jahre stark vernachlässigen, da er an einer Kunstschule unterrichtete, um seinen Lebensunterhalt zu verdienen. 1940 wurde bei einem Bombenangriff ein Großteil seines Werkes vernichtet.
1923 heiratete er die Pianistin Greta Fried. Sein älterer Bruder fiel im Ersten Weltkrieg. Seine Mutter und sein jüngerer Bruder wurden Opfer des Holocaust. Nach dem Tod seiner Gattin 1952 unterrichtete er in Liverpool.

## Ehrungen
- 1928 und 1936: Ehrenpreis der Stadt Wien
- 1937: Décoration de Chevalier de l Ordre de Leopold II of Belgium

## Ausstellungen
- Memorial Exhibition, 1960, Walker Art Gallery, Liverpool
- Walker Art Gallery, Liverpool, 1976
- Hagenbund, Historisches Museum der Stadt Wien, 1978
- Die uns verließen, Österreichische Galerie, Wien, 1980
- Retrospective, Österreichische Galerie, Wien, 1986
- Art in Exile, Berlin, London, Wien, 1985/86
- Centenary Exhibition, Győr, 1997
- "Unspeakable" – Imperial War Museum, London, 2008
- Forced Journeys: Artists in Exile in Britain c. 1933–45, Ben Uri Gallery London, 2009
- Galerie bei der Oper, Wien, 2014
- Hagenbund, Unteres Belvedere, Wien, 2014/15